# Marosán György (politikus)

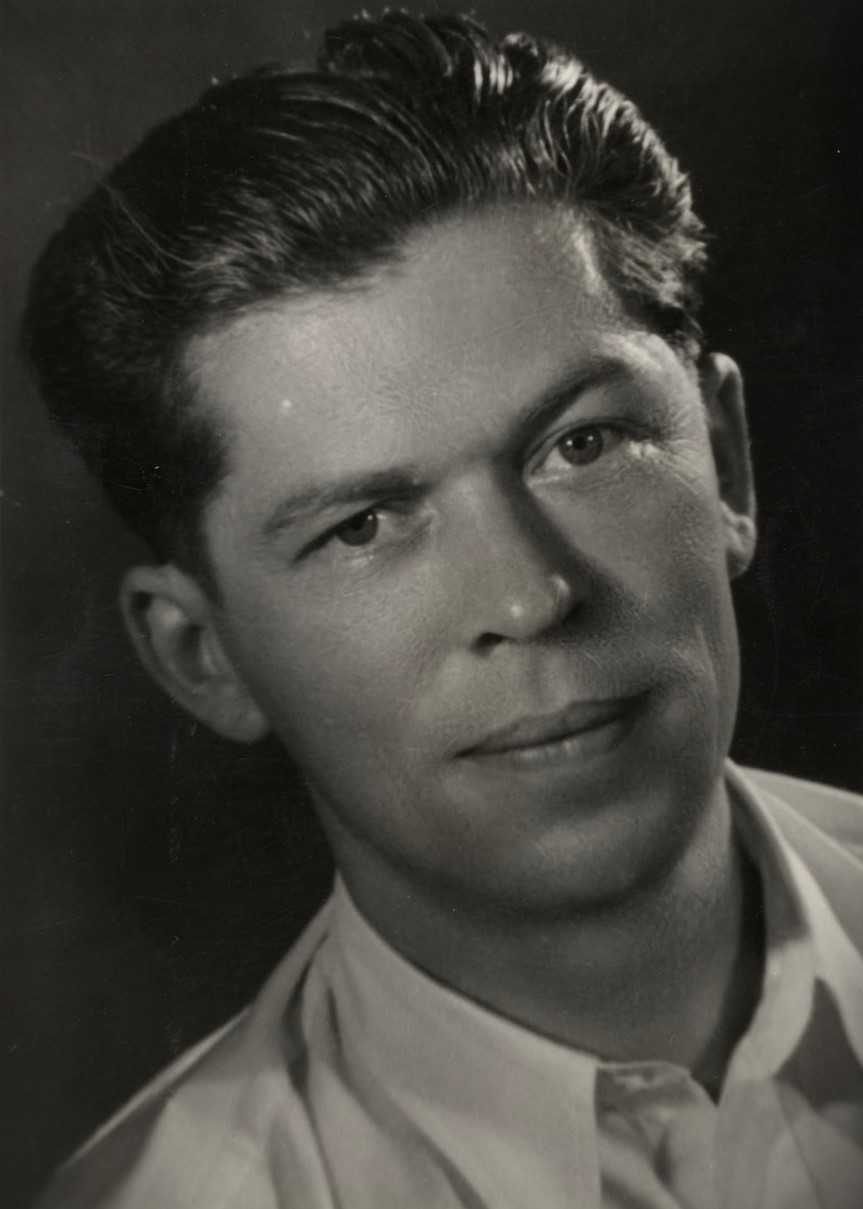
Marosán 1947-ben

Marosán György (Hosszúpályi, 1908. május 14. – Budapest, 1992. december 20.) magyar politikus, előbb szociáldemokrata, majd kommunista. A két párt egyesülésének egyik legfőbb szorgalmazója volt. Eredeti foglalkozása pék (a nagyváradi Steiner Viktor pékmester műhelyében, később pedig Budapesten az Epstein pékségben, emiatt a Szabad Európa Rádió egyik műsorvezetője a „Buci Gyuri” gúnynevet aggatta rá). A proletárdiktatúra erőszakos alkalmazásának ideológusaként többek közt arról vált híressé, hogy az 1956-os forradalom idején és azt követően mindenkinél vehemensebben követelte, hogy akár lövetéssel („Mától kezdve lövünk”) is tartsák fenn a kommunista diktatúrát, így vált a megtorló hatalom arcává és öklévé.

## Élete
Apja görögkatolikus kántortanító volt. Édesapját elveszítette, aki feltételezhetően a nehéz anyagi körülményeik miatt öngyilkos lett. 1917-től a debreceni árvaházban nevelkedett. A román megszállás után egy időre Nagyváradra került át, mivel román származású volt, családjának eredeti neve pedig Mureșan.
1921 és 1923 között péktanonc volt Steiner Viktor nagyváradi pékségében. Egy alkalommal a szakszervezet bizalmija megvédte őt a pék fiának haragjától, ami alapvető élmény volt számára.

### Politikai karrierje
Már 15 éves korában csatlakozott a munkásmozgalomhoz, ahol egyik fő tanítója Rozvány Jenő, az erdélyi marxisták egyik fő teoretikusa volt. Az ő útmutatása alapján szemlélte a mozgalmat, ezért nem tudott soha száz százalékig egyetérteni a magyarországi párt Peyer-féle vonalával.
1927-ben Magyarországra költözött és belépett a Szociáldemokrata Pártba (MSZDP). 1930-ban választották az Élelmezési Munkások Országos Szövetsége dalkarának titkárává, majd 1939-ben az egyesület főtitkára lett (1943-tól elnöke).
1931-ben egy budapesti sütősztrájkot követően késeléssel gyanúsították, ami miatt külföldi vándorútra indult. Bejárta Észak- és Nyugat-Európát, látta beszéd közben Adolf Hitlert, Ernst Thälmannt, Paul Löbét, Hermann Göringet, Rudolf Hesst és Jospeh Goebbelst.
1932-ben egy cikke miatt alkalmazták ellene a rendtörvényt és egyhavi fogházbüntetésre ítélték. 1933-ban elvégezte a Mónus Illés  vezette szakszervezeti szónokképző tanfolyamot. Mónus sokáig úgy tekintett rá, mint a mozgalom egyik új reménységére, de megrögzött kommunistabarátsága sosem hagyta nyugodni.
Marosán 1933-ban próbálkozott egy saját, radikális hangvételű sütőlap indításával, ami miatt Peyer és Mónus pár napra kizárta az MSZDP-ből. 1934-től feketelistára került a sütőiparban, ezért Boros Kálmán artistaképzőjében volt akrobatikatanár.
1938-ban vette feleségül a zsidó származású Gelber Erzsébetet. Két gyermekük született: György (1946) és Júlia (1949).
1939-ben került az Élelmiszeripari Munkások Országos Szövetsége (ÉMOSZ) élére, így ő folytathatott tárgyalásokat  Varga József iparügyi miniszterrel, melynek eredményeképpen a sütőipari dolgozók is megkapták a vasárnapi munkaszünetet.
1941-ben tagja lett az MSZDP fővárosi vezetőségének. 1942-ben többedmagával megalapította a József Attila Emlékbizottságot, ami a költő budapesti újratemetését is megszervezte (ez egyben egy rendszerellenes tüntetés is volt). Ugyanezen év nyarán letartóztatták, és hónapokig fogva tartották. Az MSZDP vidéki szervező titkáraként folytatta a politizálást, de a német megszállást (1944. március 19.) követően újra letartóztatták és Nagykanizsára internálták.

#### A háború után
Szabadulása után pártkarrierje is felgyorsult: 1945 augusztusáig országos titkár, majd 1947-ig vezető titkár az SZDP-ben, miközben már áprilistól az Ideiglenes Nemzetgyűlés tagja volt. Az 1945-ös választásokon Zala és Vas vármegye jelöltjeként indult, és jutott be a nemzetgyűlésbe.
1946 januárjában népügyész volt a Zöldy Márton, Grassy József és Sztójay Döme népbírósági perében. Mindhárom vádlottat kivégezték.
A "kékcédulás választások" során nemcsak tudott a kommunisták csalásairól, de az SZDP számára is szerzett hamis választói névjegyzék-kivonatokat. Felelősségét később részben tagadta, illetve a pártvezetés más tagjaira hárította.

#### A pártfúzió híve
Marosán a kommunistákhoz húzó szociáldemokraták közé tartozott: másokkal, így a húzódozó Szakasits Árpáddal szemben támogatta a párt egyesülését a Magyar Kommunista Párttal. 1948. február 18-án az SZDP Nemzeti Sportcsarnokban tartott összvezetőségi ülésén ő jelentette be a párt jobbszárnyának (pl. Kéthly Anna, Bán Antal, Szélig Imre, Szeder Ferenc) kizárását. A pártból kizárt politikusok egy részére nagyobb pénzösszeget különített el, melyet meg is kaptak (Kéthly pl. 50 ezer forintnyi összeget). Másokat (pl. Bán Antalt, Kisházi Ödönt) útlevélhez segített, sőt még a határig is elkísért. Marosánnak emiatt később konfliktusa is volt Rákosival.
Elnökhelyettese lett a két párt 1948. március 10-én felállított közös Politikai Bizottságának. A fúzió végül 1948 júniusában meg is történt, Magyar Dolgozók Pártja (MDP) néven. Az elnök Szakasits lett (ez azonban csak elfedte azt a folyamatot, amelyben a kommunisták valójában felőrölték a szociáldemokrata párt hozzájuk nem hasonuló részét.)

#### Az egyesült pártban
1948. augusztus 18-ától 1949. július 1-jéig az MDP Budapesti Pártbizottságának első titkára volt, ezt követően 1950. augusztus 4-éig könnyűipari miniszter. Az MDP Központi Vezetősége 1950 májusától a párt Adminisztratív Osztályát is Marosán alá utalta.
Az 1949-ben induló Munkára, harcra kész! mozgalom egyik ötletgazdája volt, ennek indulásakor a megnyitóbeszédet is ő tartotta.
Két hónappal később, Rákosi Mátyás rémuralmának csúcsán őt is elérte sok kommunista sorsa: július 7-én az ÁVH őrizetbe vette. November 24-én első fokon, december 11-én pedig jogerősen is halálra ítélték, de később tárgyalás nélkül életfogytiglani börtönre enyhítették az ítéletet. 1956. március 29-én, a Szovjetunió Kommunista Pártjának a személyi kultuszt megbélyegző XX. kongresszusa után büntetését félbeszakították. Szabadulása után azonnal felajánlotta szolgálatait a párt vezetésének. A Központi Vezetőség július 18. és 21. közt tartott ülésén már Politikai Bizottsági taggá is választották, július 30-ától pedig a Minisztertanács elnökhelyettese lett.

#### 1956-ban
1956. október 23-án, amikor az MDP Politikai Bizottsága a jugoszláviai látogatásról visszatérő Gerő Ernő első titkárral és Kádár Jánossal kiegészülve ülést tartott, Marosán mindenki mással szembehelyezkedve nem csak az egyetemisták (a MEFESZ) tervezett tüntetésének a betiltását követelte, hanem azt is, hogy fegyveres erők számára adjanak tűzparancsot.
A forradalom idején egy ízben Nagy Dániellel, az Elnöki Tanács elnökhelyettesével együtt letartóztatta a Széna téri felkelők Márton Erzsébet vezette csoportja és az elfoglalt Maros utcai ÁVH-laktanyában (a mai XII. kerületi rendőrkapitányság épületében) kihallgatták. (Saját elbeszélése szerint nem volt kihallgatás, egy szakaszvezető egyszerűen elengedte őket).
Amikor az irányítás Gerő Ernő kezéből Nagy Imréébe csúszott át, Marosánt kihagyták a párt vezetéséből. Marosán azonban a szovjetekkel szövetkező Kádár János oldalára állt és tagja lett Kádár kormányának, a Magyar Forradalmi Munkás-Paraszt Kormánynak, illetve az forradalom idején átalakult kommunista párt, az MSZMP Ideiglenes Intéző Bizottságának.
Marosán a restaurált kommunista hatalom egyik legagresszívabb stílusú politikusa lett. December 8-án, miután Salgótarjánban hiába próbálta rákényszeríteni akaratát a helyi munkástanács küldöttségre, ő mondta ki a híres mondatot: „Mától kezdve lövünk”, hivatalossá téve az új kormánynak azt a politikáját, hogy a legdurvább erőszakkal lép fel a tömegmegmozdulások ellen (a politikai döntést erről azonban nyilvánvalóan nem Marosán, hanem Kádár hozta meg). Salgótarjánban még aznap 131 áldozatot követelő sortűz dördült, a rákövetkező napokban pedig vidéki városokban egymást követték a sortüzek.

#### 1956-tól kilépéséig
1957 februárjában gyakorlatilag Kádár János, az állampárt első emberének helyettese lett, amikor a Központi Bizottság (KB) adminisztratív titkárává választotta. Később újabb fontos posztot kapott: április 30-ától a Budapesti Pártbizottság Ideiglenes Intéző Bizottságának elnöke lett, később pedig a Budapesti Pártbizottság titkára. Ezután ismét kormánypozícióhoz jutott, május 9-től 1960. január 15-éig államminiszter volt.
1962-ben pártkarrierjében fordulat következett be: október 11-én és 12-én tartott ülésén a Központi Bizottság visszahívta Marosánt a Politikai Bizottságból, elvette KB-titkári posztját, sőt a KB-ból is kizárták. Formálisan még a következő évig az Elnöki Tanács helyettes elnöke maradt, de elvették „M” és „K” telefonját, kormányőreit és állami autóját. További támadások érték, miután Moszkvában 1964-ben részt vett a november 7-ei ünnepi felvonuláson. 1965-ben kilépett az MSZMP-ből.
Félreállítása a megtorlás korszakának végét és a Kádár-rezsim konszolidációjának kezdetét jelezte: Marosán fenyegetéseire, gátlás nélküli demagógiájára ekkor már nem volt szükség, ráadásul sokan Kádár ellenlábasát látták benne. (Valószínűleg maga Kádár is, akivel Marosán 1962-ben személyes összetűzésbe is került, amikor egy beadványban Kádár baráti kapcsolatait kritizálta.)

### Írásai, későbbi sorsa
1968-ban Tüzes kemence címen önéletrajzi írást adott ki a második világháborút megelőző tevékenységéről. A kötet (egyik) lektora Tóth Gyula, az Állami Gorkij Könyvtár vezetője volt. Következő kötete, Az úton végig kell menni az 1945 és 1948 közötti évekkel foglalkozott. Ennek kiadását csak nagy nehezen engedélyezték, 1972-ben jelent meg. Még ebben az évben visszalépett a pártba. Ezt megelőzően a vezetés belső hatalmi harcai úgy alakultak, hogy Kádár gesztust akart tenni a régi keményvonalasnak, ezért 1969-ben megkeresték, hogy 1970. április 4-én (a „felszabadulás” 25. évfordulóján) kitüntetnék. Marosán visszautasította, mert nem személyesen Kádár kereste meg. Kádár ezután személyes levelet írt neki, még később további emlékiratai kiadásával kecsegtették.
A következő két évtizedben több memoár jellegű írása jelent meg: 1979-ben Ember és kenyér, 1984-ben A mozgalom, 1988-ban Nincs visszaút, 1989-ben A tanúk még élnek, majd a Fel kellett állnom. Írásai természetesen szubjektív módon, a saját szemszögéből idézik fel az eseményeket és azok fontos politikai szereplőit. Különösen érdekes az 1956–57-es történésekkel foglalkozó kötete, A tanúk még élnek, ami már a 60-as évek végén elkészült, de őszinte hangvétele, az események nyílt leírása miatt megjelentetését az MSZMP vezetősége nem engedélyezte, és az csak a rendszerváltást közvetlenül megelőzően láthatott napvilágot.

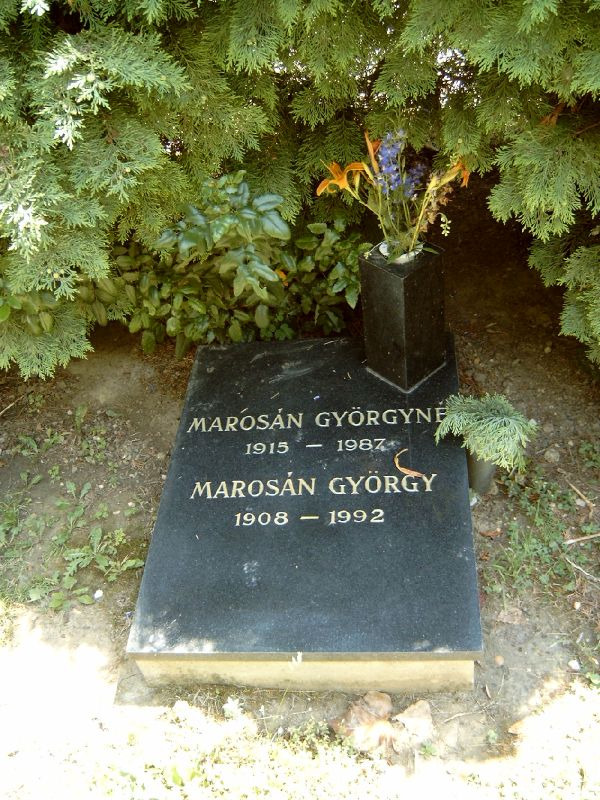
Marosán György sírja Budapesten. Farkasréti temető: 60/1-főút-2.

1989 őszén Marosán ellenezte, hogy feloszlassák az MSZMP-t és nem is lépett át az MSZP-be, ehelyett a kommunista hagyományokat ápoló utódpárthoz csatlakozott. 1989. december 17-én ő nyitotta meg az immár Grósz Károly, Berecz János, Ribánszki Róbert és Thürmer Gyula nevével fémjelzett MSZMP XIV. kongresszusát.

### Kutatható iratanyaga
Államminiszteri működési időszakából (pontosabban az 1956–1959 közti évkörből) 2,75 iratfolyóméternyi, maradandó értékűnek minősített iratanyaga (20 doboz és 7 kötet) került az Országos Levéltár, mai nevén Magyar Nemzeti Levéltár Országos Levéltára őrizetébe, ahol az a XIX-A-2-s törzsszámon kutatható.

## Művei
- Kádár János–Marosán György–Kossa István: A párttal a népért; Szikra, Bp., 1948
- Textiliparunk 1949 harmadik évnegyedének eredményei. Termelési értekezlet. Marosán György beszéde és hozzászólások; Hírlap Ny., Bp., 1949
- A Párt harca a tömegekért. 1956–1958; Kossuth, Bp., 1959
- Tüzes kemence; Magvető, Bp., 1968
- Az úton végig kell menni; Magvető, Bp., 1973 (Magvető zsebkönyvtár)
- Ember és kenyér; Táncsics, Bp., 1979
- A bizalmi; Népszava, Bp., 1982 (Fórum)
- A mozgalom; Népszava, Bp., 1984 (Fórum)
- Változó világban; Népszava, Bp., 1987 (Fórum)
- Fel kellett állnom; Hírlapkiadó Vállalat, Bp., 1989 (Tabu)
- A tanúk még élnek. 1956; Hírlapkiadó Vállalat, Bp., 1989 (Tabu)
- Nincs visszaút. Emlékeim az 1948–1956-os évekből; szerk., jegyz., utószó Gyarmati György; ELTE ÁJTK, Bp., 1989 (Politikatudományi füzetek)
- Dal és kenyér; Népszava, Bp., 1989

## Díjai
- Kossuth-érdemrend (második osztály) (1948)
- Magyar Népköztársaság Érdemrendje (1958)[14]
- SZOT-díj (1981)

## Érdekességek
- Egyik legismertebb mondása ("Nem a zsömle kicsi elvtársak, hanem a pofátok nagy!") valójában nem más, mint egy régi pesti vicc.[15] Arról, hogy ezt pontosan hol és mikor mondta nagy tömeg előtt, kevés forrás van: ezek egyike Németh János zalaegerszegi keramikusművész visszaemlékezése, aki 1948 szeptemberében egy tömeggyűlésen hallotta tőle.[16]
- Papp László bokszolónak, miután háromszor egymás után olimpiai bajnok lett és nagy népszerűségre tett szert, Marosán György engedélyezte 1956-ban, hogy a profi boksz világában is kipróbálhassa magát. (Ezt korábban senkinek nem engedték, mert a kommunista gondolkodásban a pénzkereső sport kapitalista jelenség volt.)[17] Később 1965-ben, Marosán kommunista elvtársa és vezetőtársa, Biszku Béla közölte Papp Lászlóval, hogy nem küzdhet meg a profi világbajnoki címért.[18][19]
- Puskás Ferenc válogatott labdarúgó külföldre távozása után Marosán kijelentette, hogy amíg neki befolyása marad, Puskás nem teszi a lábát magyar földre.[20]
- „Évtizedekig énekelt a Vasas Szakszervezet énekkarában, s minden nap látni a Margit-szigeten, a Nemzeti Sportuszodában.” – írta róla az 1989-ben újjászervezett MSZMP honlapja.[21]
- Alakja felbukkan (említés szintjén) Kondor Vilmos magyar író Budapest novemberben című bűnügyi regényében.
- Vágvölgyi B. András 2009-es filmjében, a Kolorádó Kidben, Thuróczy Szabolcs által alakított pufajkás szájába adta Marosán egyik ismert eszmefuttatását: „Nagybányai vitéz Horthy Miklósnak 1919-ben joga volt elhozni ide a románokat, a cseheket, meg a szerbeket és a szenegáli franciákat, hogy vérbe tapossák a Tanácsköztársaságot, akkor nekem is jogom van fegyvert, a szovjeteket igénybe venni a munkáshatalomért.”[22]
- 2024-ben Hősnők címmel dramatizált dokumentumfilm készült Slachta Margit és Kéthly Anna életéről, amelyben Marosán György alakját Farkas Dénes formálta meg. A film alkotói elsősorban Marosán demagóg személyiségvonásait emelték ki, ugyanakkor hangsúlyosan ábrázolták kulcsszerepét Kéthly politikai eltávolításában is. Érdekes vizuális döntés, hogy az egyébként mindig borotvált politikust a filmben bajusszal jelenítették meg.